# Zdzisław Adamczyk
Zdzisław Jerzy Adamczyk (* 5. Januar 1936 in Berezów, heute Suchedniów; † 15. August 2024) war ein polnischer Literaturhistoriker und Herausgeber, der sich literaturhistorisch mit dem Jungen Polen sowie redaktionell mit den Werken und insbesondere mit den Briefen von Stefan Żeromski befasste.

## Leben
Adamczyk wurde am 5. Januar 1936 im Dorf Berezów als Sohn des Arbeiters Marian Adamczyk und Alfreda Adamczyk geboren. Er besuchte das allgemeinbildende Gymnasium in Skarżysko-Kamienna, wo er 1953 das Abitur ablegte. Von 1953 bis 1957 studierte er Polonistik an der Universität Warschau, wo er den Magister erreichte. Nach dem Abschluss seines Studiums arbeitete er als Redakteur im Verlag des Verteidigungsministeriums (Wydawnictwo Ministerstwa Obrony Narodowej) bis zum Oktober 1959, als er nach Radom umsiedelte. Bis 1961 arbeitete er in der dortigen öffentlichen Stadtbibliothek. Von 1961 bis 1971 war er zunächst Bibliothekar und anschließend Dozent am Studium Nauczycielskie. 1962 trat er der Polska Zjednoczona Partia Robotnicza bei.
1971 promovierte er an seiner Universität Warschau mit der Arbeit Poglądy estetyczne i historycznoliterackie Stefana Żeromskiego (Ästhetische und historisch-literarische Ansichten von Stefan Żeromski) und siedelte nach Kielce um, wo er an der Wyższa Szkoła Nauczycielska arbeitete und ab 1975 dozierte. 1975 trat er dem Redaktionskomitee der Gesammelten Werke (Pisma zebrane) von Stefan Żeromski bei.
1985 habilitierte Adamczyk mit der Schrift „Przedwiośnie“ Stefana Żeromskiego w świetle dyskusji i polemik z 1925 roku („Vorfrühling“ von Stefan Żeromski im Lichte der Diskussion und Polemik aus dem Jahr 1925) am Instytut Badań Literackich Polskiej Akademii Nauk in Warschau. In den folgenden Jahren führte er seine Lehrtätigkeit an der Humanistisch-Naturwissenschaftlichen Universität Kielce fort, wo er von 1987 bis 1991 sowie von 1996 bis 2002 der Leiter des Instituts für Polnische Philologie war. Von 1996 bis 2007 hatte er zudem eine Professur an der Humanistisch-Naturwissenschaftlichen Hochschule in Sandomierz.
2006 emeritierte Adamczyk und hatte bis 2015 eine Professur an der Humanistischen Aleksander-Gieysztor-Akademie in Pułtusk inne.

## Monografien
- „Przedwiośnie“ Stefana Żeromskiego w świetle dyskusji i polemik z 1925 roku, 1988 (Habilitationsschrift; 2. Aufl. 1989)
- „Przedwiośnie“ – prawda i legenda, 2001
- Manipulacje i tajemnice. Zagadki późnej biografii Stefana Żeromskiego, 2017

## Herausgeberschaft und Redaktion
- O. Żeromska: Listy do Stefana Żeromskiego, 1972
- Żeromski. Z dziejów recepcji twórczości. 1895–1964, 1975
- Stefan Żeromski: Wierna rzeka. Klechda domowa, 1978
- Stefan Żeromski: Pisma zebrane (Band 1, 2, 4, 5, 15, 16–19, 21, 24, 25, 26, 34–39), 1981–2016
- Stefan Żeromski: Przedwiośnie, 1982
- Stefan Żeromski: Echa leśne, 1985
- Ludomir Grzybowski: Opis powstania polskiego w roku 1863 i 1864 w województwie krakowskim, 1994
- Stefan Żeromski: Przedwiośnie, 1997
- Stefan Żeromski: Dziennik z wiosny 1891 roku, 2000
- Stanisław Pigoń, Monika Żeromska: Korespondencja wzajemna (1952–1968), 2004
- Stefan Żeromski. Kim był? Kim jest?, 2015

## Auszeichnungen
- 1975 Goldenes Verdienstkreuz der Republik Polen
- 1984 Ritterorden Polonia Restituta
- 2001 Offiziersorden Polonia Restituta